# نادي بييلوفار
نادي بييلوفار لكرة القدم (NK Bjelovar) هو نادي كرة قدم كرواتي، تأسس سنة 1908.